# مجاهد (مصطلح)

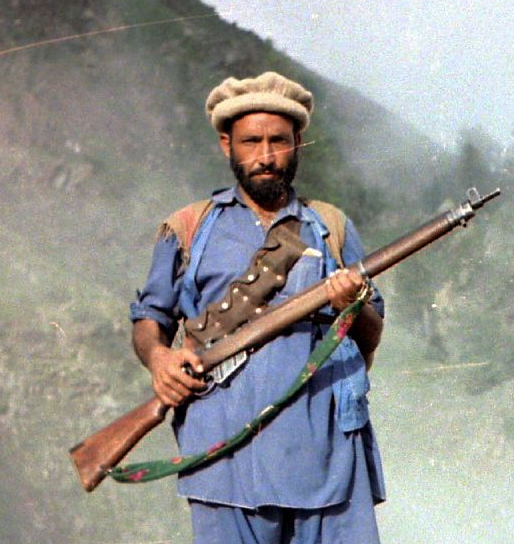
مجاهد من الحرب السوفيتية في أفغانستان.

المجاهدون في الإسلام، هم المشاركون في الجهاد في سبيل الله. كما إنه اسم علم عربي وإسلامي منتشر في العديد من البلدان الإسلامية.
بدأ استخدام مصطلح (بالإنجليزية: Mujahideen)‏ على نطاق واسع كمصطلح غربي في اللغة الإنجليزية للإشارة إلى الجماعات المسلحة من نوع حرب العصابات، خاصة عندما كان المُعرِّف الرئيسي في الغرب للمقاتلين الأفغان الإسلاميين في الحرب السوفيتية الأفغانية، وأحيانًا يُطلق الآن على الجماعات الجهادية الأخرى في مختلف البلدان.

## التعريف
المجاهدون في اللغة العربية تشير إلى أي شخص يباشر الجهاد. والجهاد في الإسلام على مراتب وأقسام، ويشمل القتال وغيره، منه ما هو واجب على كل مكلف ومنها هو واجب على الكفاية إذا قام به بعض المكلفين سقط التكليف عن الباقين، ومنها ما هو مستحب، فجهاد النفس وجهاد الشيطان واجبان على كل مكلف وجهاد المنافقين والكفار وأرباب الظلم والبدع والمنكرات واجبان على الكفاية، وقد يتعين جهاد الكفار باليد على كل قادر في حالات معينة. قال ابن القيم :«إذا عرف هذا فالجهاد أربع مراتب : جهاد النفس، وجهاد الشيطان، وجهاد الكفار، وجهاد المنافقين.»

### التعريف الغربي الحديث
نشأ المصطلح الحديث للمجاهدين الذي يشير إلى المحاربين المسلمين في القرن التاسع عشر عندما حارب بعض زعماء القبائل في أفغانستان ضد المحاولات البريطانية لوقف الغارات على الهند. بدأت الحرب في عام 1829 عندما عاد السيد أحمد شاه برلوي إلى قرية سيتانا من الحج، وبدأ يوعظ بالحرب ضد «الكفار» في المنطقة، وعلى الرغم من أنه قُتِل في أحد المعارك، إلا أن الطائفة التي أنشأها نجت واكتسبوا المزيد من القوة والشهرة. وأطلق عليهم لقب المجاهدين.

## مجاهد كاسم
في أبريل 2017 منعت حكومة الصين الآباء من اختيار اسم مجاهد كاسم لأطفالهم. وتضمنت القائمة أكثر من عشرين اسمًا واستهدفت 10 ملايين من الأويغور في المنطقة الغربية من سنجان.